# Happy Jankell
Happy Jankell, registrada como Betty Nicóle Hildegarda Jankell, nació el 16 de diciembre de 1993, es una actriz sueca y actriz de voz.

## Biografía
Ella es la hija del actor Thorsten Flinck y la presentadora y periodista, Annika Jankell, también es la hermana menor de actriz Félice Jankell 
Jankell debutó como actriz en el año 2007. En 2013, participó en la filmación de la película IRL.

## Teatro

### Papeles (no completo)
| Año  | Papel                    | Producción             | Dirección       | Teatro                                            |
| ---- | ------------------------ | ---------------------- | --------------- | ------------------------------------------------- |
| 2018 | Elizabeth Lavenza Agatha | Frankenstein Johan Ehn | Daniel di Grado | Wagran Barbara Actuaciones en el Teatro Playhouse |